# Fiat RS.14
Fiat RS.14 byl italský dálkový námořní průzkumný plovákový letoun vzniklý v době druhé světové války.

## Vznik a vývoj
Typ RS.14 byl navržen Manliem Stiavellim v závodě CMASA v Marina di Pisa. První ze dvou prototypů vzlétl v květnu 1939. Jednalo se o čtyř- až pětimístný celokovový středoplošník poháněný dvěma dvouhvězdicovými motory Fiat A.74 R.C.38 o výkonu 840 hp (618 kW) instalovanými na křídle. Samonosné ocasní plochy měly jednoduchou svislou ocasní plochu. Přistávací zařízení bylo tvořeno dvěma plováky nesenými na vzpěrách. Pilot a kopilot seděli v kokpitu vedle sebe, stanoviště palubního radisty se nacházelo za nimi. V prosklené přídi bylo stanoviště pozorovatele nebo bombometčíka. V roli bombardéru mohl být stroj vybaven dlouhou podtrupovou gondolou, v níž mohl nést až 400 kg pum, určených zejména k boji proti ponorkám.
V roce 1943 byl postaven prototyp pozemní verze AS.14, který poprvé vzlétl 11. srpna. Byl navržen jako bitevní letoun vyzbrojený automatickým kanónem ráže 37 mm a kulomety ráže 12,7 mm. Sériová výroba nebyla objednána a vývoj dál nepokračoval.

## Operační historie

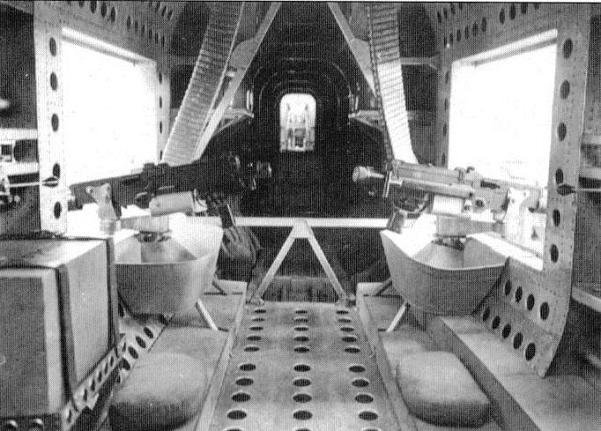
Boční střeliště s kulomety Breda-SAFAT v RS.14

RS.14 vstoupil do služby u letectva u řady letek dálkového námořního průzkumu, operujících ze základen na pobřeží jak pevninské Itálie, tak Sicílie a Sardinie. Byly užívány k doprovodu konvojů a protiponorkovému hlídkování. Po uzavření příměří z Cassibile mezi Itálií a Spojenci v roce 1943 byla část zbylých strojů provozována italskými leteckými silami, bojujícími proti Wehrmachtu. Ke konci války byly používány jako spojovací letadla, nesoucí až čtyři cestující.

## Varianty
RS.14
Plovákový letoun vzniklý ve 2 prototypech a 186 sériových kusech.
AS.14
Jeden prototyp pozemní bitevní verze se zatahovacím podvozkem.

## Uživatelé
- Italské království
  - Regia Aeronautica
  - Aeronautica Cobelligerante Italiana
- Itálie
  - Aeronautica Militare (6 kusů)[5]
- Německá říše
  - Luftwaffe[3]

## Specifikace

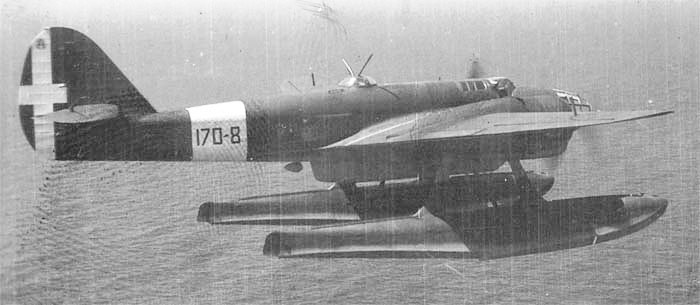
Fiat RS.14

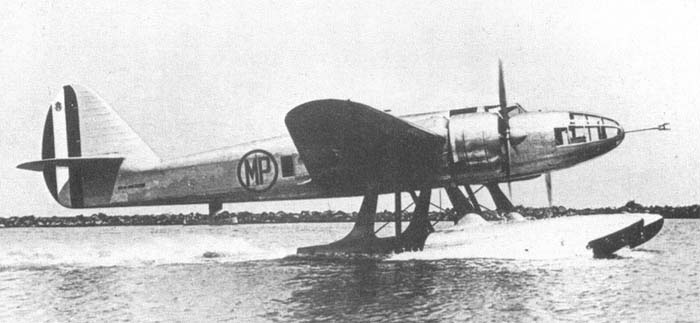
Fiat RS.14

Údaje podle

### Technické údaje
- Osádka: 4-5[4]
- Délka: 14,1 m
- Rozpětí: 19,54 m
- Výška: 5,63 m
- Nosná plocha: 50 m²
- Hmotnost prázdného stroje: 5 470 kg
- Vzletová hmotnost: 8 470 kg
- Pohonná jednotka: 2 × vzduchem chlazený čtrnáctiválcový hvězdicový motor Fiat A.74 R.C.38
- Výkon pohonné jednotky: 840 hp (626 kW) každý

### Výkony
- Maximální rychlost: 390 km/h
- Dolet: 2 500 km
- Praktický dostup: 6 300 m
- Stoupavost:

### Výzbroj
- 1 × 12,7mm kulomet Breda-SAFAT
- 2 × 7,7mm kulomet Breda-SAFAT
- max. 400 kg pum nebo 1 × torpédo[4]